# Pierce the Veil
Pierce The Veil es una banda estadounidense de post-hardcore formada en el año 1998 bajo el nombre de Early Times, en el 2004 renombrada Before Today, y tras un pequeño hiato en el 2006, la banda oficialmente pasó a llamarse Pierce The Veil, bajo este nombre la banda ha lanzado cinco álbumes de estudio, A Flair for the Dramatic en junio del 2007, Selfish Machines en junio del 2010, Collide with the Sky en julio de 2012, Misadventures en mayo de 2016 y The Jaws Of Life el 10 de febrero de 2023.

## Historia

### Early Times (1998-2006)
Early Times se formó en el 1998 por el vocalista/guitarrista Vic Fuentes, el guitarrista Joe Tancil, el segundo guitarrista Ayrton Jara y el bajista Mitchell Ballatore. Al poco tiempo de fundación su primer álbum a lanzar fue No Turning Back, con el que se hicieron conocidos en la escena musical de San Diego, realizando sus primeros conciertos. Tras esto se lanzaron los EP Untlited EP Roots Beneath Ideals, este último llegó a manos de Equal Vision Records, siendo contratados por esta casa discográfica tras verlos en concierto.
En el año 2004, tras salir de la secundaria los miembros graban el álbum A Celebration of an Ending (nombre anterior), bajo su nuevo nombre, Before Today, aunque ese nombre no aparece en su álbum. La banda cambió de nombre debido a problemas de copyright y fue grabado en los estudios DoubleTime en El Cajon, California, por el productor Jeff Forrest.

### Pierce The Veil yA Flair For The Dramatic(2006-2008)
A mediados del 2006, la banda pasó por pesadas giras, por lo que por la salida de Joe Tancill, Ayrton Jara y Mitchell Ballatore la banda decide separarse, quedando solo los hermanos Fuentes. Aunque estos siguen escribiendo canciones y material para un álbum de estudio. Con el apoyo de su respectiva discográfica, la banda comienza a grabar un nuevo álbum en la ciudad de Seattle, WA, con el productor Casey Bates.
El 26 de junio de 2008, el dúo lanza el álbum A Flair For The Dramatic, y con el nombre de Pierce the Veil, derivado de una canción del álbum A Celebration of an Ending, bajo Before Today. La canción I'd Rather Die Than Be Famous es usada en el juego Tony Hawks Proving Ground.
Tres meses antes del lanzamiento, la banda comenzó a tocar nuevamente en vivo, con los miembros temporales Tony Perry (guitarra) y Jaime Preciado (bajo), la banda compartió escenario en esos meses con A Day to Remember, Chiodos, Open Your Mind, From First to Last, Emery, The Devil Wears Prada y Mayday Parade.
En noviembre, la banda fue invitada a tocar en el Warped Tour del año siguiente, también en el Bamboozle Left del 2008. La banda comenzó su primera gira, "The Delicious Tour", entre octubre y noviembre del 2008, con Breathe Carolina, Four Letter Lie, Open Yor Mind y Emarosa. También participaron en el Taste of Chaos 2009 con Bring Me the Horizon, Thursday, Four Year Strong y Cancer Bats.
Vic, Mike y Ayrton fueron confirmados para ser incluidos en el nuevo supergrupo, Isles & Glaciers, que incluye a los vocalistas Craig Owens (Destroy Rebuild Until God Shows) y Jonny Craig (Dance Gavin Dance). La banda lanzó el EP The Hearts of Lonely People, en marzo del 2010, después eso la banda quedó en hiato indefinido.

### Selfish Machines(2009-2011)
Durante agosto del 2009, la banda anunció la grabación de un nuevo álbum. La banda se trasladó a Los Ángeles, CA, para grabar Selfish Machines, con el productor Mike Green, este fue lanzado el 21 de junio de 2010, marcando el #1 en el Billboard Heatseekers Chart.
Anteriormente, la banda tocó en bastantes conciertos, incluido el Bamboozle Left, South by Southwest, Never Say Never Festival y el Vans Warped Tour. También contribuyó al Punk Goes Classic Rock de Fearless Records, grabando un cover de Blue Öyster Cult, (Don't Fear) The Reaper.

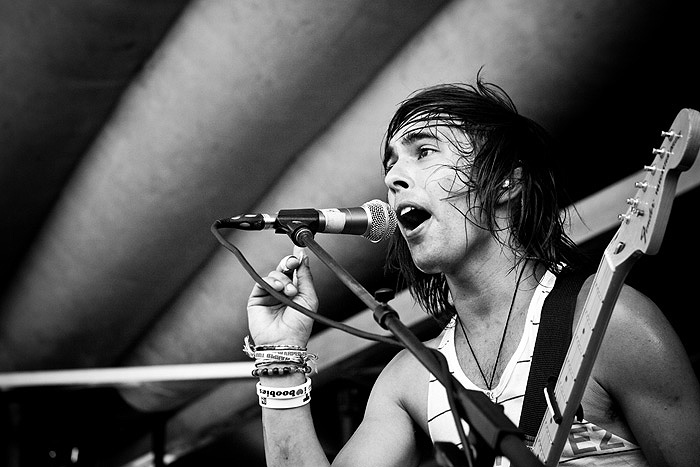
Vic Fuentes en el Warped Tour del 2010.

La banda formó parte del "Take Action Tour" con Open Your Mind, Attack Attack!, en Nueva Zelanda y Australia, el "Versus Tour" en Japón con Confide y el "This Is a Family Tour" con Emmure, In Fear and Faith, Of Mice & Men y Attack Attack!, en diciembre del 2010. Pierce The Veil tocó en el Fox Theater en Pomona como sorpresa de parte del tour de Alternative Press junto a August Burns Red, Bring Me the Horizon, Polar Bear Club, Emarosa y This Is Hell. El 1 de noviembre, la banda anunció una gira para el 2011 con Open Your Mind, Silverstein, Miss May I, The Chariot y A Bullet For Pretty Boy, en el Winterizer Tour. En marzo y abril del 2011, Pierce The Veil fue parte del Gamechanger's Tour con A Day to Remember, Bring Me The Horizon y We Came as Romans. También contribuyó en unas fechas del tour "The Dead Masquerade", organizado por Escape The Fate.
La banda reveló en una entrevistas Common Revolt que estaban planeando escribir y grabar una continuación de Selfish Machines, en el segundo semestre del 2011, y que participarían en más tours por el resto del año.
La banda fue confirmada para el 6 de septiembre en el "Family Day Tour", a realizarse en Chile, junto a Sum 41, Four Year Strong, Attack Attack! y Open Your Mind. Show que fue cancelado por una lesión en la espalda de Deryck Whibley el cantante, compositor y guitarra rítmica (secundaria) de Sum 41.

### Collide With The Sky(2012-2014)

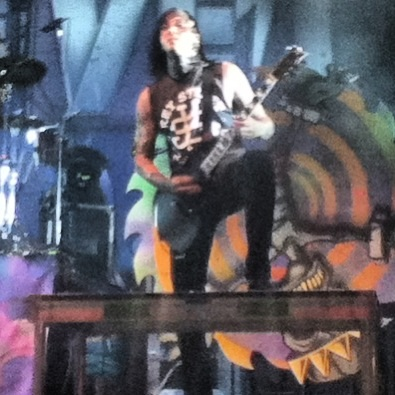
Tony Perry tocando en vivo en el Rock Am Ring 2013

Collide with the Sky es el tercer álbum de estudio de Pierce the Veil, lanzado el 17 de julio de 2012. Es el primer lanzamiento de la banda en el sello Fearless Records, ya que sus dos anteriores álbumes fueron lanzados por Equal Vision. Se hizo disponible para pre-pedido a través de Merchnow el 6 de junio de 2012.
El lanzamiento del álbum con el apoyo de la banda de gira como parte del "Vans Warped Tour 2012" lo largo de julio y agosto, así como su primer cabeza de cartel de gira por Reino Unido en septiembre. El primer sencillo del álbum, "King For A Day", fue lanzado el 5 de junio de 2012. Cuenta con Kellin Quinn de la banda Sleeping with Sirens en voz invitada. "Bulls In The Bronx" fue elegido como el segundo sencillo y puesto en línea el 26 de junio de 2012. El álbum entró en los Billboard 200 de EE. UU. en el N º 12, vendiendo más de 27 000 copias en su semana debut. Esto marca un gran éxito para la banda, sobre todo teniendo en cuenta que el álbum se filtró en Internet cuatro semanas antes del lanzamiento oficial. El 6 de agosto, Pierce the Veil dio a conocer un video musical de "King for a Day". En julio del 2013, la banda inició su primera gira latinoamericana, llamada "Latin American Tour 2013" donde iniciaron en Argentina, siguieron por Brasil -dando dos conciertos, uno en San Pablo y otro en Curtibia-, y Chile, para finalizar con dos fechas en México -Ciudad de México y Guadalajara-.
El 21 de julio, Vic Fuentes y Kellin Quinn anunciaron una gira mundial. La gira comenzó el 5 de noviembre de 2014 en Fresno. Se anunció por primera vez la gira por América del Norte con 20 conciertos con el apoyo de Beartooth y This Wild Life. Un mes más tarde, el 22 de agosto de 2014, la banda confirmó la segunda escala de la gira de conciertos que tuvo lugar en Europa. Entre el 20 de marzo de 2015 y 11 de abril Pierce the Veil tocó conciertos en los Países Bajos, Bélgica, Suecia, Alemania y en el Reino Unido. De acuerdo con Epitaph Records todos los conciertos en Europa estaban agotadas. Antes de la partida a Europa, la banda tocó una segunda fecha en Estados Unidos con el apoyo de PVRIS y Mallory Knox.

### Misadventuresy partida de Fuentes (2014-2018)
Los planes para un próximo álbum se anunciaron inicialmente el 23 de diciembre de 2013 - la banda anuncio conciertos para las vacaciones y que iban a tener un nuevo álbum en 2014 de nuevo a través Fearless Records.  En un artículo de la prensa de Oakland la banda declaró. que habían empezado a escribir nuevo material junto con Tom Denney mientras se encontraban viajando con Mayday Parade, You Me At Six y All Time Low. la banda terminó de escribir nueva música después de la gira europea de invierno con Bring Me the Horizon en diciembre de 2013.
En una entrevista con la amapola Reid, de la Red de Música durante la aparición de la banda en el festival Soundwave en Australia, la banda habló sobre la colaboración con Jenna McDougall de Tonight Alive en una pista de su cuarto disco. En mayo de 2014, Pierce the Veil comenzó la preproducción para el nuevo álbum. el 5 de junio de 2014, Tony Perry y Vic Fuentes anunciaron que iban a volar a nueva Jersey con el fin de iniciar la grabación de su nuevo disco con el productor Dan Korneff. en una entrevista con Alternative Press Vic Fuentes declaró que la banda estaba apuntando a una fecha de lanzamiento a principios de 2015, que se apartó de 2014. la razón de la fecha de lanzamiento fue retrasado debido a que la banda escribió dos nuevas canciones mientras que estaban grabando el nuevo álbum en el estudio con el productor Dan Korneff. En 2015 la banda adelanto el lanzamiento del nuevo álbum esta vez a lo que más tarde sería confirmado con más seguridad a mayo de 2016.
El 18 de junio de 2015, la banda lanzó "The Divine Zero", el primer sencillo de su próximo cuarto álbum de estudio.
El 18 de marzo de 2016, se anunció el esperado cuarto álbum de estudio de la banda, Misadventures, finalmente fue lanzado el 13 de mayo a través de Fearless Records. El álbum fue producido por Dan Korneff. La banda lanzó el segundo sencillo del álbum, "Texas is forever", el 24 de marzo de 2016.
A mediados de noviembre de 2017, el baterista Mike Fuentes fue acusado de violación legal y solicitó fotos de desnudos a través de AOL Instant Messenger por una mujer joven. Se presume que los incidentes ocurrieron durante varios años aproximadamente una década antes; la pareja inició contacto en MySpace antes de reunirse por primera vez en un concierto de Pierce the Veil en el club Chain Reaction en Anaheim, California, cuando Fuentes tenía 24 años y la mujer era menor de 16. 
La banda y Fuentes respondieron a estas acusaciones a mediados de diciembre, lo que provocó que Mike Fuentes dejara como baterista para concentrarse en su vida personal, dejando al resto de la banda en receso hasta que Fuentes regrese a la banda. Como resultado, el grupo canceló su participación en la gira británica de All Time Low en la primavera de 2018.

### The Jaws of Life(2018-presente)
El 5 de julio de 2018, el vocalista y guitarrista Vic Fuentes publicó en sus redes sociales que está trabajando en el quinto álbum de la banda. En febrero de 2019, la banda oficial de Twitter publicó que todavía estaban trabajando en el álbum.
El 13 de abril de 2020, la banda subió a YouTube un ensayo en casa de su canción "Hold On Till May", a la luz de la Pandemia de COVID-19. La actuación contó con el exmiembro Mike Fuentes, sin embargo, la banda no especificó si había regresado oficialmente como miembro de la banda. La reacción a la actuación de Mike Fuentes con la banda fue mixta, y los oyentes expresaron su preocupación en las redes sociales por las acusaciones sexuales que lo rodeaban, y la banda aún no los había abordado por completo más allá de la declaración original de 2017.
El 1 de septiembre de 2022, la banda lanzó el sencillo "Pass the Nirvana". El 11 de noviembre de 2022, la banda lanzó su segundo sencillo nuevo, "Emergency Contact" y anunció que su quinto álbum de estudio The Jaws of Life, se lanzaría el 10 de febrero de 2023.

## Miembros
Miembros actuales
- Vic Fuentes - Vocalista, guitarra rítmica (2006-presente), bajo (2006-2007)
- Jaime Preciado - Bajo, programación, coros (2007-presente)
- Tony Perry - guitarra líder, coros (2007-presente)

Miembros anteriores
- Mike Fuentes - Batería, percusión, coros (2006-2017)

Miembros en vivo
- Jesse Barrera - guitarra líder, coros (2015)
- Loniel Robinson - batería, percusión (2022-presente)

## Discografía
| Álbumes | Álbumes                    | Álbumes           | Álbumes |
| Año     | Título                     | Casa Discográfica |         |
| ------- | -------------------------- | ----------------- | ------- |
| 2007    | "A Flair for the Dramatic" | Equal Vision      |         |
| 2010    | "Selfish Machines"         | Equal Vision      |         |
| 2012    | "Collide with the Sky"     | Fearless Records  |         |
| 2016    | "Misadventures"            | Fearless Records  |         |
| 2023    | "The Jaws of Life"         | Fearless Records  |         |

| Videos musicales | Videos musicales                      | Videos musicales  |
| Año              | Título                                | Director          |
| ---------------- | ------------------------------------- | ----------------- |
| 2007             | "Currents Convulsive"                 | Jeremy E. Jackson |
| 2008             | "Yeah Boy and Doll Face"              | Nate Weaver       |
| 2009             | "Chemical Kids and Mechanical Brides" | Nate Weaver       |
| 2010             | "Caraphernelia"                       | Robby Starbuck    |
| 2011             | "Bulletproof Love"                    | Dan Dobi          |
| 2011             | "Just The Way You Are"                | The Video Mouse   |
| 2012             | "King For A Day" con Kellin Quinn     | Drew Russ         |
| 2012             | "Hell Above"                          | —                 |
| 2013             | "Bulls In The Bronx"                  | Drew Russ         |
| 2016             | "Circles"                             | Drew Russ         |
| 2016             | "Dive In"                             | Dan Fusselman     |
| 2017             | "Floral & Fading"                     | Ethan Lader       |
| 2017             | "Today I Saw The Whole World"         | Dan Fusselman     |